# Le tre del mattino
Le tre del mattino è un romanzo scritto da Gianrico Carofiglio e pubblicato da Einaudi editore nel 2017. Narra di un inconsueto viaggio a Marsiglia compiuto da un padre e un figlio durante il quale i due si conoscono davvero, per la prima volta. Il titolo deriva dalla frase sopracitata del libro Tenera è la notte di Francis Scott Fitzgerald.

## Trama
La storia è narrata in prima persona da Antonio, un uomo sui cinquant'anni che, attraverso un lungo flashback, racconta un episodio avvenuto molti anni prima.
La vicenda si svolge negli anni ottanta. Ragazzo timido e solitario, Antonio è figlio di genitori separati che, per trovare una cura all'epilessia idiopatica del figlio, decidono di portarlo in Francia a Marsiglia, per sottoporlo ad una visita dal dottor Gastaut, un luminare del settore.
Dopo una serie di esami e di controlli, il dottore raccomanda ai genitori di riportare il figlio (ormai sulla via della guarigione) tre anni dopo per verificare lo stato della sua malattia.
Passati tre anni Antonio, che ha ormai raggiunto la maggiore età, torna a Marsiglia, accompagnato solo dal padre, per ascoltare il responso finale del dottore, il quale sostiene che ormai il ragazzo è praticamente guarito ma che, per essere sicuro della definitiva scomparsa della malattia, dovrà sottoporsi "alla prova da scatenamento" che consiste nello stare sveglio per due giorni di seguito, in modo tale da stressare il fisico al limite.
In caso non si fossero presentate crisi in quei due giorni, Antonio poteva dirsi completamente guarito.
Durante questi due giorni Antonio e il padre visitano la città francese e iniziano a parlarsi e a confidarsi liberamente, senza più quell'imbarazzo che da sempre aveva caratterizzato il loro rapporto.
La sera, a cena, il padre racconta al figlio tutto ciò che non ha mai avuto il coraggio (o l'occasione) di dirgli; di come ha conosciuto sua madre, del rapporto con la sua età e con il suo lavoro, della sua giovinezza, delle proprie speranze, illusioni, paure, mentre di notte i due si ritrovano in un locale dove si suona il jazz e dove il padre si esibisce al pianoforte sotto gli occhi stupiti di Antonio, il quale lo ha convinto a suonare di fronte a tutti i presenti.
La volontà di confidarsi e di raccontarsi di Antonio e del padre, che sembrano quasi tentare di recuperare il tempo perduto, li accompagna anche il giorno seguente, speso tra una visita alla chiesa di Notre-Dame-de-la-Garde e una gita tra le acque della costa marsigliese. Alla Calanque de Morgiou, una spiaggia non lontana dalla città, fanno la conoscenza di Adèle e Lucie, due ragazze lesbiche provenienti da Tolosa, che dopo aver passato la giornata con loro, decidono di invitarli ad una festa tenuta, quella sera stessa, da una loro amica. I due accettano l'invito e si preparano ad affrontare quella che sarà l'ultima notte a Marsiglia prima del ritorno a casa.
Padre e figlio, che vengono accolti dalla padrona di casa Marianne, una ragazza di 37 anni che parla perfettamente l'italiano, trascorrono la serata mangiando cibo della cucina magrebina, bevendo vino e godendosi la festa, sempre più stanchi e spossati dal sonno. Quando tutti gli altri ospiti se ne sono andati, Marianne si trattiene con loro e in particolare con Antonio che le spiega l'irreale situazione nella quale si sono venuti a trovare.
La ragazza gli dice che si tratta di balikwas, ovvero un salto in un'altra situazione, la quale ci porta a vedere le cose che siamo abituare a conoscere in modo differente, che descrive al meglio ciò che hanno vissuto padre e figlio in quei giorni. In seguito i due hanno un rapporto sessuale, mentre il padre di Antonio, ormai sfinito, è vinto dal sonno.
Padre e figlio abbandonano la casa di Marianne solo all'alba per dirigersi prima all'albergo e poi allo studio del dottor Gastaut, il quale conferma la completa guarigione del ragazzo. Antonio è quindi libero di tornare a casa, felice sia per la fine della malattia, ma soprattutto per il rapporto instaurato con il padre.
Dopo pochi mesi però, quest'ultimo viene a mancare a causa di un malore che lo colpisce durante una lezione all'università. Lascia una lettera nella quale scrive dell'imprevedibile avventura avuta a Marsiglia con il figlio e di quanto tempo ancora avrebbe avuto per parlare con lui.
La lettera termina con una frase piuttosto nota di John von Neumann, un grande matematico del secolo scorso.
che la matematica non sia semplice,
è perché non si rende conto 
di quanto complicata sia la vita.»
Questa stessa frase verrà ricopiata da Antonio nel muro del suo studio, dopo essere diventato professore all'università. Si scopre quindi che il ragazzo, dopo quel folle viaggio, ha deciso di ripercorrere le orme del padre.

## Ambientazioni

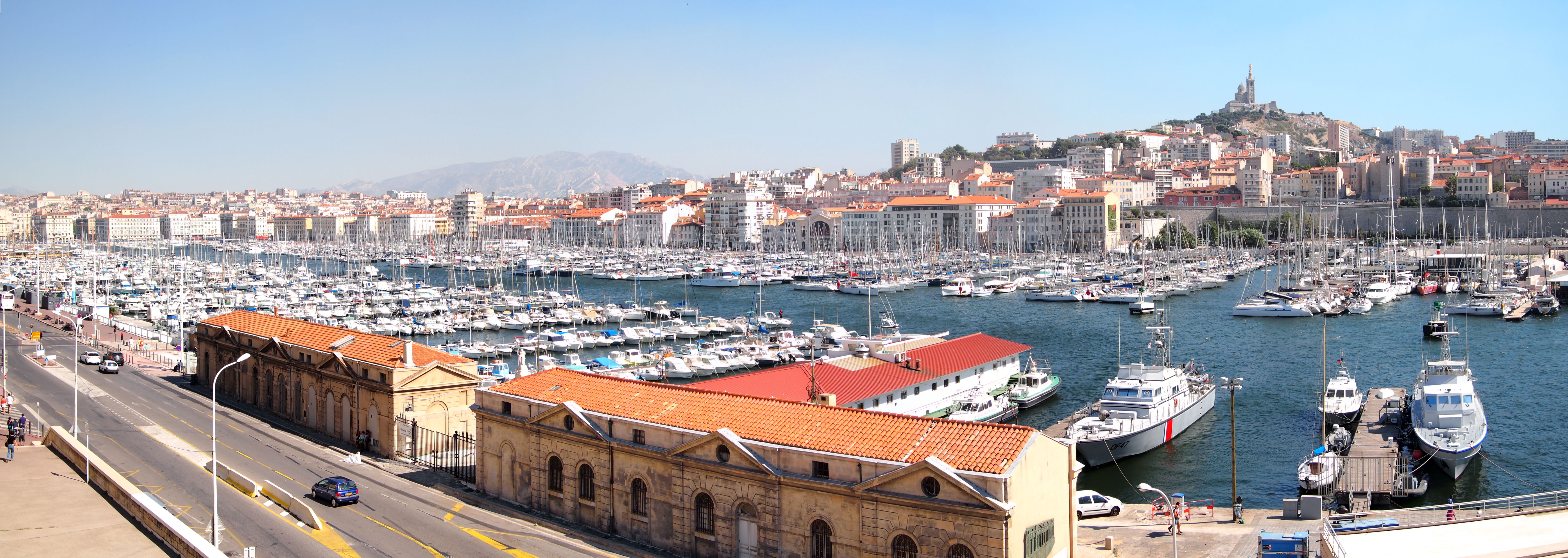
Vieux Port

La vicenda è ambientata quasi interamente a Marsiglia, ad inizio anni 80. Inizialmente la città si presenta agli occhi dei due protagonisti come inospitale e pericolosa, con una massiccia presenza di prostitute e popolazione nordafricana, soprattutto nella zona del Vieux Port e del Panier.
Tuttavia con il passare del tempo i due cambiano atteggiamento nei confronti della città che, alla fine, si trasforma in un luogo quasi familiare. Antonio decide di descrivere gli aspetti negativi di Marsiglia nella parte iniziale del racconto, quando ancora non ha raggiunto con il padre la complicità che caratterizza invece la seconda parte, nella quale racconta dei posti più belli della città francese come Notre-Dame-de-la-Garde o le Calanques. Ciò testimonia il cambiamento in Antonio, riguardo al modo di vedere le cose e la realtà che lo circondano, scaturito dal nuovo rapporto instaurato con il padre.

## Personaggi
Antonio
Antonio è un liceale timido e risentito, affetto da epilessia idiopatica, della quale prova vergogna, soprattutto di fronte ai compagni di scuola. Ha un talento naturale nella matematica, nel disegno e nella scrittura, che tuttavia non gli impedisce di eliminare la costante inquietudine per la sua malattia. Il rapporto già piuttosto difficile con il padre, a causa dell'allontanamento di quest'ultimo da moglie e figlio, non fa che peggiorare durante l'adolescenza.
Padre di Antonio
Il padre di Antonio, del quale non conosciamo il vero nome, è un matematico, professore all'università, e ha da poco superato i cinquant'anni. Il rapporto con la moglie e con il figlio non è facile, in particolare dopo l'abbandono del nucleo familiare quando Antonio era ancora piccolo.
Anche per il padre, la sosta forzata a Marsiglia si trasforma in un'occasione per conoscere realmente Antonio con il quale non si è mai comportato in modo naturale e spontaneo, ma piuttosto cercando di ricondursi allo stereotipo della figura paterna. Proprio a Marsiglia il padre si rende conto della crescita caratteriale del figlio e decide così di recuperare il tempo perduto, parlando apertamente con lui di se stesso e del proprio passato. Una volta tornato a casa, secondo quanto scrive nella lettera destinata ad Antonio, desidera continuare a parlare con il figlio ma un malore, pochi mesi dopo, gli preclude questa possibilità.

## Temi principali

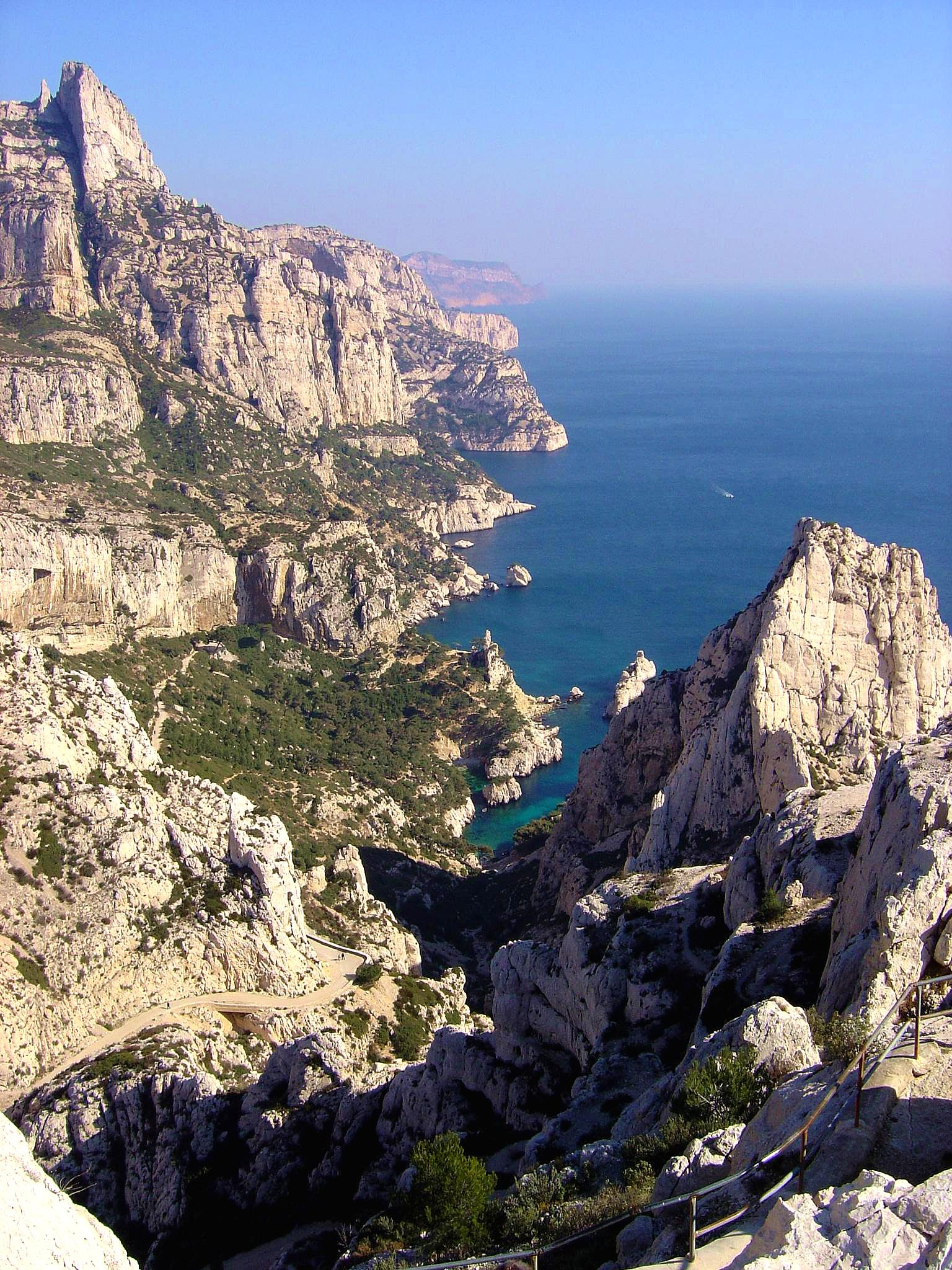
Calanques

Il tema principale è uno di quelli che ricorrono più spesso nei libri di Carofiglio, ovvero quello del rapporto padre-figlio. Se nelle altre opere dell'autore di solito è accompagnato da altre tematiche importanti come lo scorrere del tempo o il rimpianto, che si riscontrano anche in questo caso, è in Le tre del mattino che assume un rilievo maggiore. L'autore si concentra soprattutto su come i due abbiano bisogno di un evento eccezionale per abbattere quel muro che li divideva fino a poco prima. La complicità che si viene a creare tra padre e figlio è inusuale quanto lo è l'avventura che vivono a Marsiglia.
Anche l'ambiente circostante, quindi, gioca un ruolo fondamentale ai fini del loro rapporto. Infatti una volta tornati a casa, tra i luoghi consueti, entrambi sembrano quasi perdere quell'intimità acquisita nei giorni precedenti, la quale fa posto ad un silenzio disagevole.
Nonostante l'esito piuttosto triste e malinconico della vicenda, Antonio porterà sempre con sé quel viaggio nel quale, oltre a scoprire un lato diverso e affascinante del padre, si trasforma da ragazzo ribelle ma insicuro, a uomo.
Oltre al rapporto padre-figlio, nel libro vi sono altre tematiche rilevanti, come per esempio lo spreco del talento, che accomuna Antonio e il padre per motivi diversi e in particolare nel campo della matematica, oppure il rimpianto, il quale si ripropone due volte all'interno della narrazione e che coinvolge più direttamente il genitore.
Quest'ultimo infatti prova tristezza ripensando al suo passato e lo dimostra raccontando al figlio degli scarsi risultati ottenuti nel proprio lavoro e della sua prima esperienza amorosa avuta con una prostituta ai tempi dell'università.
Alla fine del viaggio inoltre, una volta "conosciuto" il proprio figlio, rimpiangerà il fatto di non aver parlato prima con lui, anche se è fiducioso che ciò avverrà con calma in futuro.

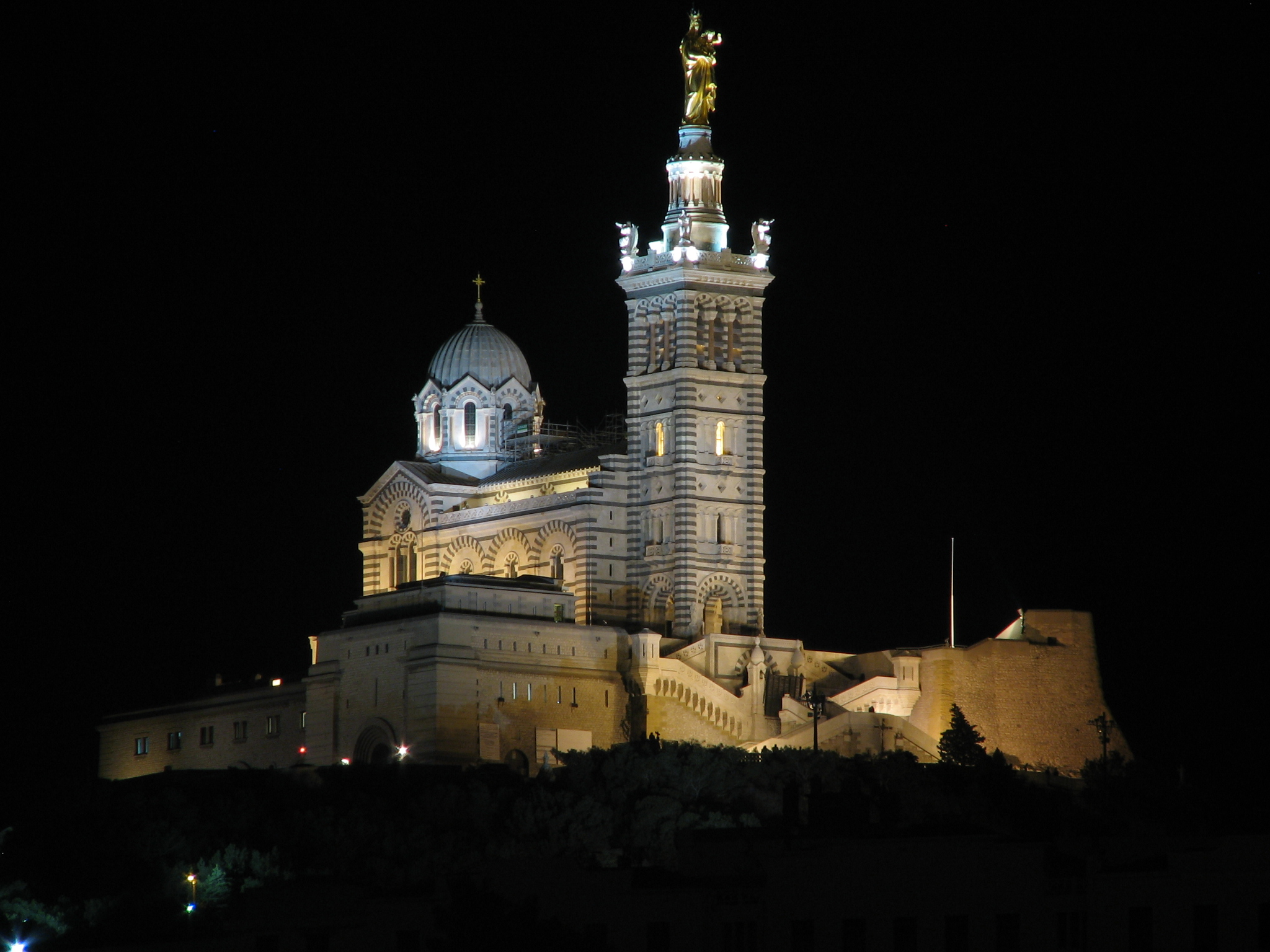
Vista notturna della basilica di Notre-Dame de la Garde

Altro tema significativo è quello del senso della vita, che compare all'inizio del racconto quando Antonio riflette sull'inutilità delle cose che ci circondano e che ci sottraggono gran parte del nostro tempo. Il padre allora per rispondergli, decide di recitare una poesia del poeta greco Konstantinos Kavafis che tratta proprio di quel tema.
cerca almeno questo 
per quanto sta in te: non sciuparla 
nel troppo commercio con la gente 
con troppe parole in un viavai frenetico.
Non sciuparla portandola in giro 
in balìa del quotidiano 
gioco balordo degli incontri 
e degli inviti,
fino a farne una stucchevole estranea.»
La poesia colpisce talmente tanto Antonio che decide di trascriverla sul suo quaderno e sarà proprio in quel momento che il ragazzo si rende conto che le cose tra i due stanno iniziando a cambiare.

## Stile
L'intera storia è raccontata mediante un lungo flashback da Antonio quando ormai ha superato la soglia dei cinquant'anni, la stessa età che aveva il padre ai tempi del viaggio a Marsiglia.
L'utilizzo del flashback è alquanto frequente nelle opere di Carofiglio, come nel caso de Il bordo vertiginoso delle cose o de Il silenzio dell'onda, quasi come se l'autore volesse sottolineare il passare del tempo inteso non solo come scorrere ma anche come "passare" nel senso di trasmettere qualcosa a qualcuno.
Dal punto di vista stilistico, il romanzo è caratterizzato da un registro medio e da una lingua netta e precisa grazie alla quale l'autore riesce a descrivere al meglio gli stati d'animo, i pensieri, le idee dei due protagonisti e l'ambiente che li circonda.

## Curiosità

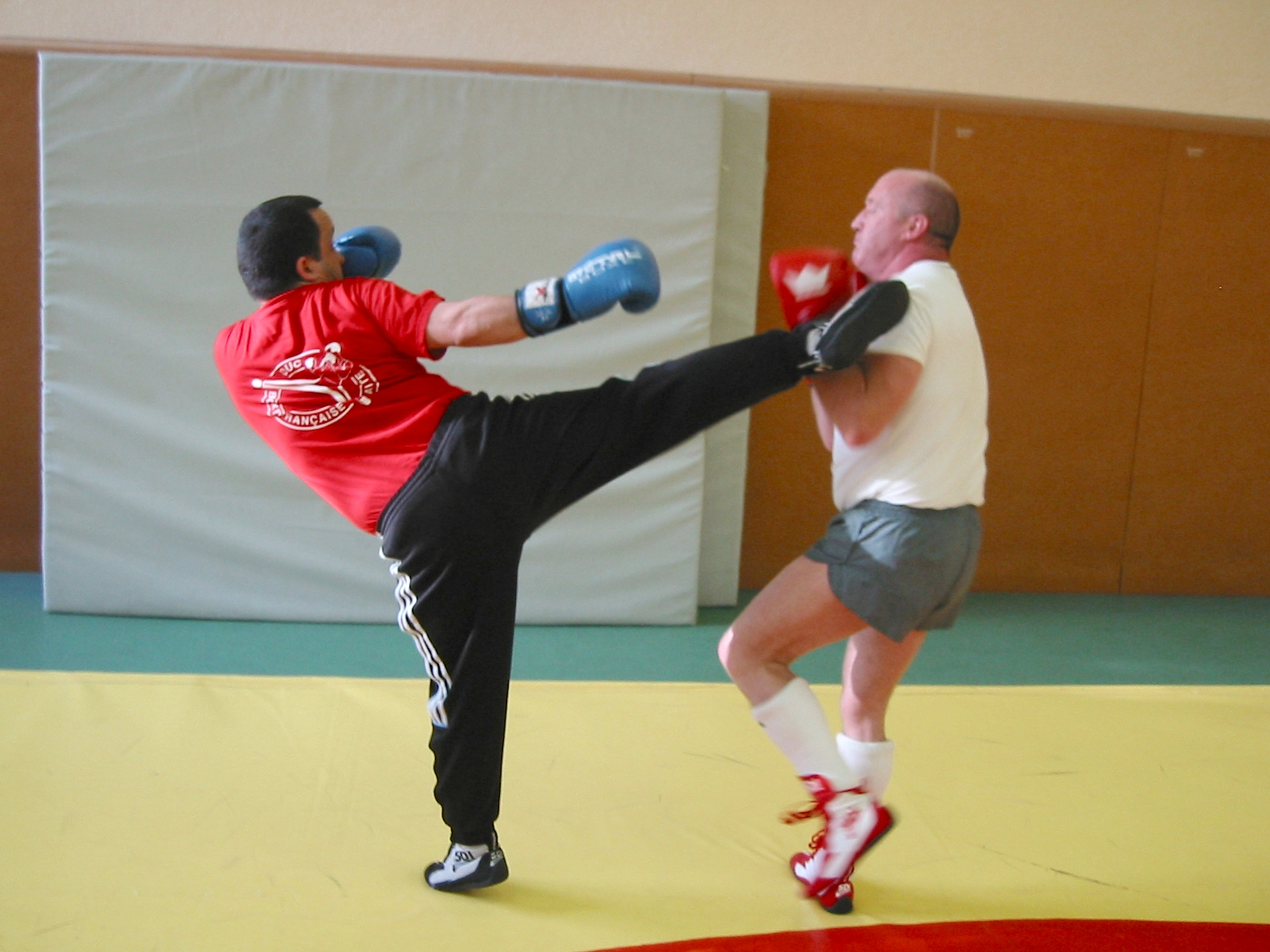
Allenamento di Savate

- Come Carofiglio ha detto più volte, la storia non è totalmente frutto della sua fantasia ma si ispira a fatti realmente accaduti. Un amico infatti gli raccontò di un suo viaggio a Marsiglia negli anni ottanta per curarsi da una forma di epilessia e della cura alla quale ha dovuto sottoporsi per capire se fosse veramente guarito, chiamata appunto "prova da scatenamento". Tutti i personaggi sono inventati dall'autore, tranne uno che è realmente esistito, ovvero il medico specialista Gastaut.

- La prima notte Antonio e il padre, di ritorno dal locale dove quest'ultimo si era esibito al pianoforte di fronte al pubblico, decidono di fermarsi in un bar in periferia nel quale sono esposti manifesti del campionato nazionale francese di Savate. Il Savate è uno sport nato a Marsiglia, simile alla boxe ma in cui vale usare anche le gambe. L'atleta sul manifesto era il figlio del proprietario del locale, vicecampione di Francia nel 1981.

- La copertina del libro è stata illustrata graficamente da Francesco Carofiglio, fratello minore di Gianrico e anch'egli scrittore, con il quale ha collaborato per la realizzazione di diverse opere, tra le quali Cacciatori nelle tenebre e La casa nel bosco.

## Edizioni
Gianrico Carofiglio, Le tre del mattino, Torino, Einaudi, 2017,